# Kom ut kom fram
Kom ut kom fram är ett musikalbum med Finn Kalvik, utgivet 1979 av skivbolaget Polar Music, som startades av Stig "Stikkan" Anderson. Albumet spelades in i Polar Studios i Stockholm med Benny Andersson som musikproducent.

## Låtlista
1. "Kom ut kom fram" (Finn Kalvik) – 3:58
2. "Skogens sang" (Finn Kalvik/Trad. arr. Bert Jansch) – 3:56
3. "Alle som blir igjen" ("Song for Guy" – Elton John/Finn Kalvik) – 5:02
4. "Alene" (Ted Gärdestad/Finn Kalvik) – 4:09
5. "Månekveld" (Inger Hagerup/Finn Kalvik) – 4:00
6. "På flukt" (Finn Kalvik) – 3:55
7. "Lilla vackra Anna" (Bengt Henrik Alstermark/Alf Prøysen) – 3:46
8. "Senit" (Ted Gärdestad/Finn Kalvik) – 3:19
9. "Min elskede kom hjem i går" (Inger Hagerup/Finn Kalvik) – 1:54
10. "Tatt av vinden" (Finn Kalvik) – 5:06

- Låtskrivare inom parentes.

## Medverkande
Musiker
- Finn Kalvik – sång, akustisk gitarr
- Benny Andersson – piano, synthesizer, arrangement
- Lasse Wellander – elektrisk gitarr, akustisk gitar
- Rutger Gunnarsson – basgitarr, stråkarrangement
- Rolf Alex – trummor, percussion
- Anni-Frid Lyngstad – bakgrundssång
- Maritza Horn – bakgrundssång
- Tomas Ledin – bakgrundssång
- Agnetha Fältskog – bakgrundssång (på "Kom ut kom fram")

Produktion
- Benny Andersson – musikproducent
- Michael B. Tretow – ljudtekniker
- Heinz Angermayr – fotograf
- Rune Söderqvist – coverdesign
- Mikkel Schille – remastering (1991)